# نبرد آزوکیزاکا (۱۵۴۲)
نبرد آزوکی‌زاکا (به ژاپنی: 小豆坂の戦い) نبردی بود مابین اودا نوبوهیده و خاندان ایماگاوا که در سال ۱۵۴۲ میلادی درگرفت.